# Loewia phaeoptera
Loewia phaeoptera là một loài ruồi trong họ Tachinidae.